# New Orleans Public Belt Railroad

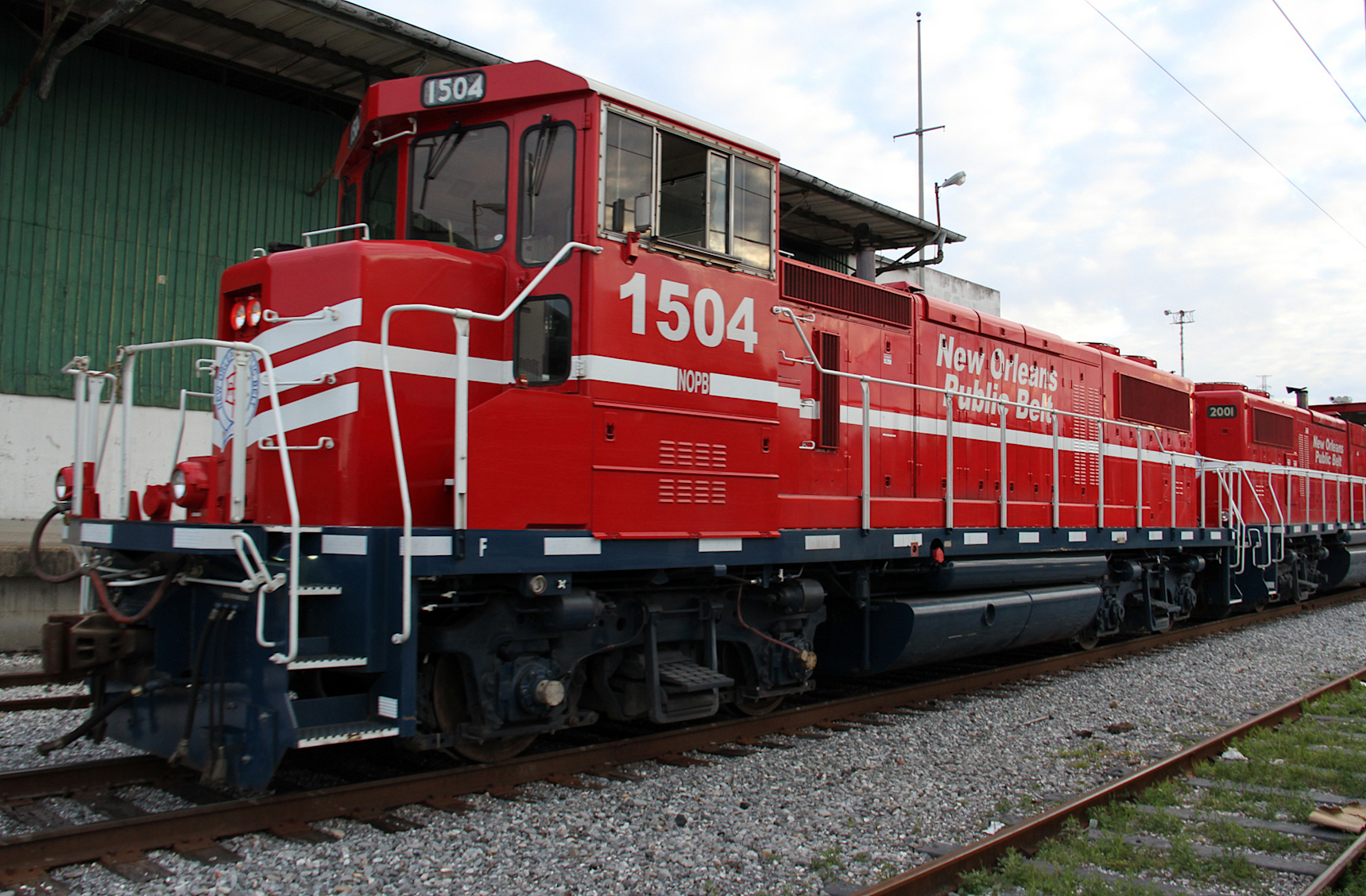
Eine MP1500D-Rangierlokomotive der NOPB von MotivePower

Die New Orleans Public Belt Railroad (AAR-reporting mark: NOPB) ist eine US-amerikanische Eisenbahngesellschaft. Durch die AAR wird sie als Terminal and Switching Railroad eingeordnet. Sitz der Gesellschaft ist New Orleans. Sie ist Eigentümerin und Betreiberin der Huey P. Long Bridge (eine der längsten Eisenbahnbrücken der Welt) über den Mississippi River in New Orleans.
Die Gesellschaft wurde am 8. März 1904 gegründet und nahm 1911 den öffentlichen Betrieb auf. Sie ist im Eigentum der Stadt New Orleans und wird von der Public Belt Railroad Commission verwaltet.
Die Gleise haben eine Gesamtlänge von 200 km (davon 38 km Streckengleis).  Die Gesellschaft verbindet die rechts des Flusses liegenden Union Pacific Railroad und BNSF mit den linksseitigen Canadian National Railway, Kansas City Southern Railway, CSX und Norfolk Southern. Zum 31. Dezember 2004 hatte sie 9 Lokomotiven im Bestand. In den letzten Jahren ist das Transportaufkommen stark angestiegen, wurden 1999 129.000 Güterwagen bewegt, waren es 2003 180.000. Rund 85 % des Verkehrs entstehen durch die Transportleistungen zwischen den angebundenen Eisenbahnen.